# Борщ (община Копер)
Вижте пояснителната страница за други значения на Борщ.
Борщ (на словенски: Boršt) е село в Словения, Обално-крашки регион, община Копер. Според Националната статистическа служба на Република Словения през 2002 г. селото има 103 жители.